# Raül López
Raül López Molist (Vic, 15 aprile 1980) è un ex cestista spagnolo che giocava come playmaker, professionista in Europa e in NBA.

## Carriera
È stato selezionato dagli Utah Jazz al primo giro del Draft NBA 2001 (24ª scelta assoluta).
Ha fatto parte della nazionale spagnola alle Olimpiadi di Pechino, manifestazione in cui la sua nazionale ha vinto l'argento.

## Palmarès
- Campionato spagnolo: 1

Real Madrid: 2006-2007
- Liga catalana: 1

Joventut Badalona: 1998
- ULEB Cup: 1

Real Madrid: 2006-2007
- VTB United League: 1

Chimki: 2010-2011